# 美國薄荷屬
美國薄荷屬，又名馬薄荷屬，是唇形科的一個屬，大約有16種，原產於北美洲。直立性一年生或多年生草本植物，植株高度約0.2至0.9公尺。葉披針形，葉片基部靠近葉柄的地方較寬大，葉片尖端則較狹小，葉對生，葉片光滑或有毛，葉緣為輕微的鋸齒狀，葉長約7至14公分。本屬植物的葉子內含有芳香油，將葉子揉碎時，會散發出香味，其中以美國薄荷所含有的芳香油濃度最高。
屬名Monarda是紀念十六世紀的西班牙醫生與植物學家尼古拉斯·蒙納德斯（Nicolas Monardes）對植物學的貢獻而命名的。

## 花色與品種
美國薄荷屬植物的花為管狀花，花瓣為單瓣或是重瓣，通常為兩性花，在夏季的中期至晚期開花。花5至10公分大。花有很多種顏色，野生種的花色有緋紅色至紅色，粉紅色及淡紫色。美國薄荷的花為亮胭脂紅色，擬美國薄荷的花為煙粉紅色（smokey pink）。檸檬馬薄荷與草原馬薄荷的花色由淡薰衣草色至紫丁香色，這兩種植物因為葉子有檸檬的味道，因此常被稱為「檸檬薄荷」。市面上有超過50個商業品種或雜交種，這些品種的花色更加豐富多變，色彩由蘋果紅（candy-apple red）、純白色至深藍色，這些品種的高度通常比野生種矮小，而且更能適應生長環境與具有抗蟲害的特性。

## 栽培
美國薄荷屬植物在陽光充足的全日照環境下，會生長的較健壯，在半日照或無直射陽光的環境下，會使得開花數減少。喜歡生長在土壤潮濕且排水良好的地方。植株抗病性高，對於萎凋病及毒素病具有高抗病性，這些病害較不會造成植株的重大損傷，只是偶而會感染白粉病、銹病、極少數的情況下會感染到煙草嵌紋病毒，而造成植株的死亡。種子在播種前，需先用層積法層積一段時間。當土壤溫度接近華氏70度時（攝氏21度左右），即可以開始播種，播種時可以直接撒播在苗床上，或是先在溫室內育苗。除了使用種子做有性繁殖外，也可以使用扦插、根插、壓條及分株等方法來作無性繁殖。扦插時使用的插穗可以用嫩枝或是老熟的枝條，使用幼嫩枝條作插穗的稱為綠枝插，使用老熟枝條作插穗的稱為硬木插。分株法是最常使用的繁殖方法，每隔三至五年分株一次，將生長成一大叢的植株，分割成數個小叢再重新種植，定期的分株可以維護母株的健康，防止根腐病的發生，及促進葉子間空氣的流通，降低病蟲害的發生。
某些鱗翅目昆蟲的幼蟲會以美國薄荷屬植物做為食物，例如：鞘蛾科鞘蛾屬的Coleophora heinrichella及Coleophora monardella，幼蟲會以擬美國薄荷做為食草，Coleophora monardae的幼蟲以美國薄荷屬植物做為食草。

## 用途

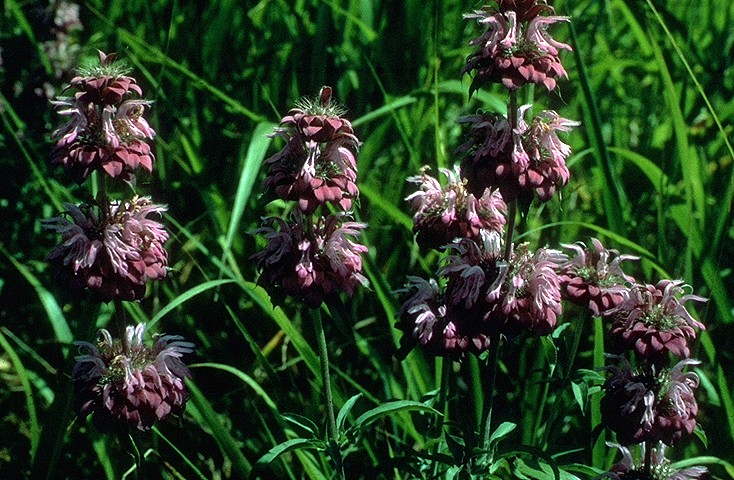
檸檬馬薄荷

乾燥的美國薄荷葉子可以用來泡茶，及做為芳香療法時用的藥草，香味和香檸檬的味道很像，只有些微的不同。美國薄荷又名佛手柑草（bergamot herb），與香檸檬（bergamot orange）是兩種不同的植物，香檸檬是一種產於地中海地區的柑橘屬植物，加入伯爵茶中調味用的香檸檬油（市場上稱為佛手柑油），是由芸香科的香檸檬所提煉出來的，而不是來自芸香科的佛手柑或是唇形科的佛手柑草。
已知本屬植物的葉子可以做藥用，先將葉子揉碎後，再加入熱開水浸泡當茶喝，可以治療頭痛和發燒。也可以做為觀賞植物、誘鳥植物及蜜源植物，常被種植在花壇上供觀賞用，同時也會吸引蜂鳥及授粉昆蟲前來覓食。由於根內含有芳香油，這些油可以防止地底害蟲的侵襲，有時也被間植在一些小型蔬菜作物的周圍，來減少蟲害。

## 下属物种
本属包括以下物种：
- Monarda aristata Benth., 1834
- Monarda austroappalachiana Floden
- Monarda bartlettii Standl.
- Monarda bradburiana Beck
- Monarda brevis (Fosberg & Artz) Floden
- Monarda chinensis Osbeck
- Monarda citriodora Cerv. ex Lag.
- Monarda clinopodia L.
- Monarda clinopodifolia L. ex B.D.Jacks.
- Monarda clinopodioides A.Gray
- Monarda contorta Marr.
- 蜂香薄荷 Monarda didyma L.
- Monarda didyma x fistulosa
- Monarda elongata A.Dietr.
- Monarda eplingiana Standl.
- 拟美国薄荷 Monarda fistulosa L.
- Monarda fruticulosa Epling
- Monarda humilis (Torr.) Prather & J.A.Keith
- Monarda hybr
- Monarda lindheimeri Engelm. & A.Gray
- Monarda luteola Singhurst & W.C.Holmes
- Monarda maritima (Cory) Correll
- Monarda media Willd.
- Monarda pectinata Nutt.
- Monarda pratensis Raf.
- Monarda pringlei Fernald
- Monarda punctata L.
- Monarda russeliana Nutt.
- Monarda russeliana Nutt. ex Sims
- Monarda stanfieldii Small
- Monarda viridissima Correll

杂交种：
- Monarda ×medioides W.H.Duncan

## 文獻
1. ↑  Spencer, Edwin Rollin. . Courier Corporation. 1974-01-01: 218  [2021-12-14]. ISBN 978-0-486-23051-1. （原始内容存档于2021-12-14） （英语）.
2. ↑  . GBIF.   [2023-04-14]. （原始内容存档于2023-03-02）.